# Mojca Sagmeister
Mojca Sagmeister (née le 6 mars 1996 à Slovenj Gradec) est une nageuse slovène. Elle a participé aux Jeux olympiques d'été de 2012, prenant part aux séries du 400 m nage libre (32e). Cette même année, elle est médaillée de bronze aux Championnats d'Europe à l'occasion du relais 4 x 200 m nage libre.